# Barbro Dahlbom-Hall

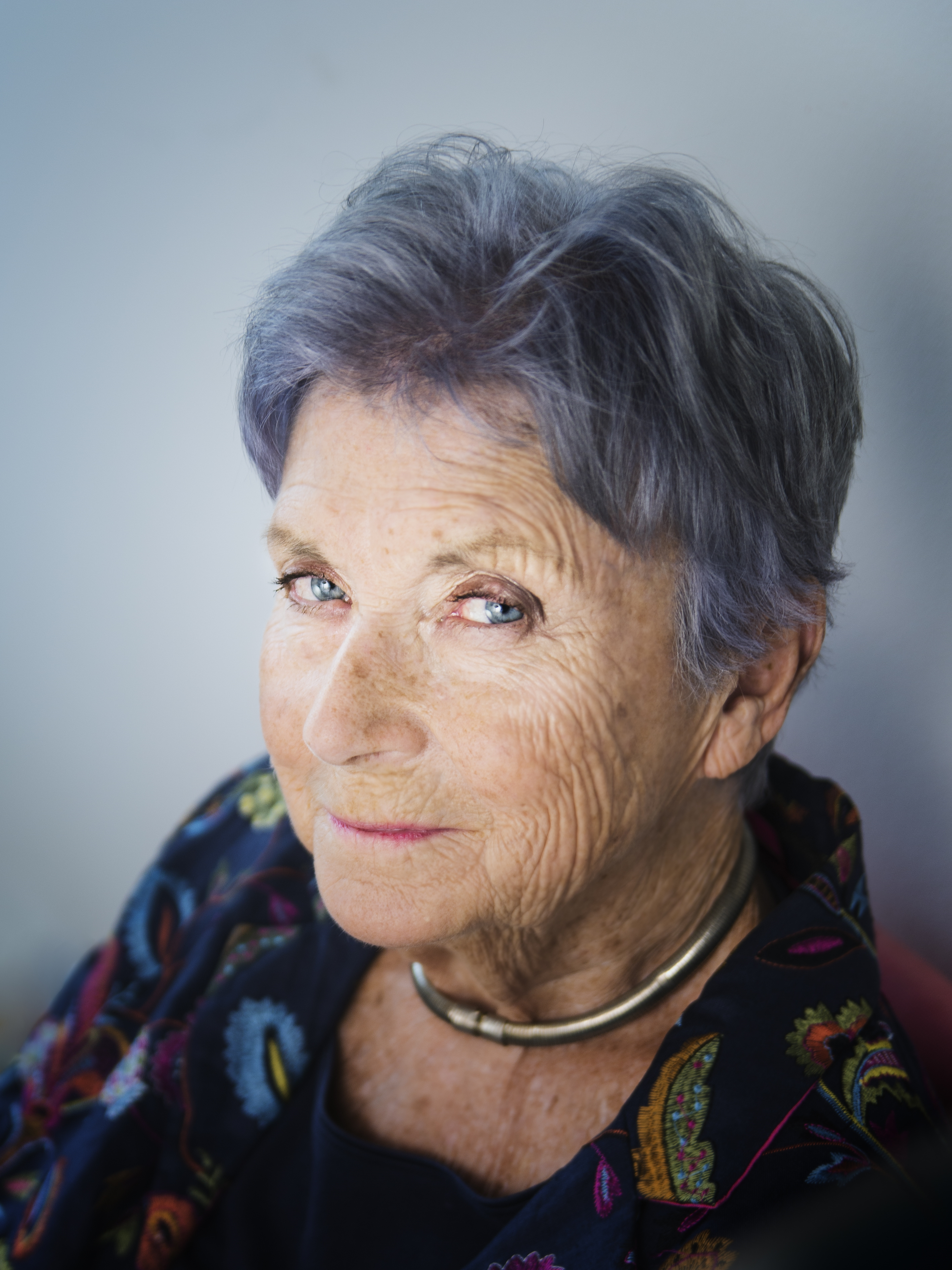
Barbro Dahlbom-Hall. Foto från hennes senaste bok.

Barbro Maria Teresia Dahlbom Hall, född 19 juli 1941, är en svensk fackboksförfattare, konsult och egen företagare.
Barbro Dahlbom-Hall studerade 1961-1965 samhällsvetenskap vid Uppsala universitet. 1965 blev hon, som första kvinna, vald till förste kurator för Gästrike-Hälsinge nation. Hon har skrivit böcker om ledarskap med genusperspektiv, där ett flertal även är utgivna på engelska. 
Som ordförande i Sacos chefsutvecklingsutredning medverkade Barbro år 1975 på FN:s första kvinnokonferens i Mexiko, med agendan att diskutera diskriminering av kvinnor. När medbestämmande- och jämställdhetslagen senare förbereddes i Sverige satt Barbro med i riksdagen som sakkunnig.
1980 startade Barbro sitt företag Barbro Dahlbom-Hall konsult, som sedan dess levererat utbildningsprogram och seminarier inom Ledarutveckling och Genusmedvetet ledarskap samt personlig handledning för chefer i topp-position inom privat respektive offentlig sektor.
Våren 2020 lanserades Barbros sista bok ”Att vara kvinna över sitt liv” där hon delar med sig av sina egna erfarenheter och tips efter ett livslångt arbete med ledarskap, genus och jämställdhet. 
30 juni 2007 var hon sommarpratare i Sveriges Radio P1. Hon är gift med Bo G. Hall.

## Priser och utmärkelser
- Hedersdoktor vid Uppsala universitet 1999[2]
- Årets väckarklocka 2001 [3]
- Årets ledarbok 2001
- Konungens medalj i 8:e storleken i Serafimerordens band 2002
- Årets ledarutvecklare 2008